# Jérôme Ludvaune
Jérôme Ludvaune, né le 4 mars 1960, est un homme politique vanuatais. 
Enseignant en école primaire de 1990 à 2008, il est ensuite conseiller pour l'élaboration des programmes scolaires sur l'île de Malekula jusqu'en 2012. Cette année-là, il entre en politique, et est élu député de Malekula au Parlement, représentant l'Union des partis modérés (UPM). Le 23 octobre 2013, il est nommé ministre du Changement climatique, de l'Environnement et de l'Énergie dans le gouvernement du premier ministre Sato Kilman ; il succède à Thomas Laken, qui vient d'être condamné à trois ans de prison pour corruption. Dans le cadre de cette nouvelle fonction, il participe à la Conférence de Paris de 2015 sur le climat en décembre 2015,.
L'UPM est reléguée sur les bancs de l'opposition parlementaire à l'issue des élections législatives de janvier 2016. En novembre de cette même année, toutefois, le Premier ministre Charlot Salwai nomme Jérôme Ludvaune ministre de la Santé dans son gouvernement. En décembre 2017, Ludvaune accepte de démissionner du gouvernement afin que le Premier ministre puisse offrir son ministère à Gracia Shadrack, du Parti des dirigeants, ayant besoin du soutien de ce dernier. Jérôme Ludvaune perd son siège de député aux élections de mars 2020.